# Звєрович Едмунд Іванович
Едмунд Іванович Звєрович (нар. 30 грудня 1936) — радянський та білоруський математик, професор.

## Біографія
Едмунд Іванович Звєрович народився 30 грудня 1936 року у станиці Нововладимирській Краснодарського краю, РРФСР
В 1960 році закінчив фізико-математичний факультет Ростовського державного університету.
В 1961—1963 роках навчався в аспірантурі Московського інституту теоретичної та експериментальної фізики.
В 1964—1967 роках працював в обчислюваному центрі Ростовського університету.
В 1964 році захистив кандидатську дисертацію.
В 1967—1973 роках працював доцентом кафедри вищої математики Одеського інженерно-будівельного інституту.
В 1969 році присвоєно вчене звання доцента.
В 1972 році захистив дисертацію на здобуття наукового ступеня доктора фізико-математичних наук. Присвоєно вчене звання професора.
В 1973—1975 роках обіймав посаду завідувача кафедри алгебри та методики викладання математики Одеського державного педагогічного інституту імені К. Д. Ушинського.
З серпня 1975 року до 2002 року працював завідувачем кафедри теорії функцій Білоруського державного університету. З 2002 року — професор кафедри.

## Наукова діяльність
Наукові інтереси пов'язані з теорією та різноманітними додатками аналітичних функцій на риманових поверхнях.
Є автором понад 130 наукових та науково-методичних робіт.
Підготував 22 кандидатів та 2 докторів наук

### Праці
- Односторонние краевые задачи теории аналитических функций/ Э. И. Зверович, Г. С. Литвинчук // Известия Академии Наук СССР. Серия математическая. — 1964. Т. 28. Вып. 5. — С. 1003—1036.
- Краевая задача типа задачи Карлемана для многосвязной области/ Э. И. Зверович // Математический сборник. — 1964. — Т. 64(106). — № 4. — С.618 — 627.
- Boundary-value problems with shift on abstract Riemann surfaces/ É. I. Zverovich // Siberian Mathematical Journal. — 1966. — Volume 7, — Number 4. — Pages 641—652.
- Краевые задачи со сдвигом для аналитических функций и сингулярные функциональные уравнения/Э. И. Зверович, Г. С. Литвинчук // Успехи математических наук. — 1968. — Т. 23. — Вып. 3(141). — С.67 — 121. http://elib.bsu.by/handle/123456789/10786 [Архівовано 26 червня 2020 у Wayback Machine.]
- Двухэлементные краевые задачи и метод локально-конформного склеивания/ Э. И Зверович // Сибирский математический журнал. — 1973. — Т. 14. — № 1. С. 64 — 85.
- Proof of the method of locally conformal sewing/ V. Ayzenshtat, S. K. Gavrilov and É. I. Zverovich // Mathematical Notes. — 1976. — Volume 19. — Number 2. — Pages 121—126.
- An algebraic method for the construction of the basic functionals of a Riemann surface, given in the form of a finite-sheeted covering of the sphere/  É. I. Zverovich // Siberian Mathematical Journal. — 1987. — Volume 28. — Number 6. — Pages 889—898.
- Явное решение сингулярного интегрального уравнения с дзета-функцией Вейерштрасса в качестве ядра/ Т. И. Гатальская, Э. И. Зверович // Известия вузов. Математика. — 2003. — № 2. — С. 15 — 23 http://www.mathnet.ru/ivm242
- Об одной гиперэллиптической поверхности/ Э. И. Зверович.// Актуальные проблемы анализа: тезисы докладов Международной математической конференции (Гродно, 7 — 10 апр. 2009 г.) / редкол.: Я. В. Радыно, В. Г. Кротов, Ю. М. Вувуникян. — Гродно: ГрГУ, 2009. — С. 68 — 71.